# سردوبسك
سردوبسك (بالروسية: Сердобск) هي إحدى مدن روسيا في الكيان الفدرالي الروسي بانزا أوبلاست.